# 農科院農大駅
農科院農大駅（のうかいんのうだいえき、中文表記: 农科院农大站、英文表記: Acad. of Agri-Sciences & Agri-University station）は、中華人民共和国湖南省長沙市芙蓉区にある長沙地下鉄6号線の駅である。

## 駅周辺
- 隆平国際会展中心
- 湖南省水稲研究所
- 湖南省農業科学院（中国語版）
- 湖南農業大学
- 紅旗路